# Oxid platičitý
Oxid platičitý, také známý jako Adamsův katalyzátor, je anorganická sloučenina vyskytující se obvykle jako hydrát, PtO2·H2O. Používá se jako katalyzátor hydrogenací a hydrogenolýz v organické syntéze.
Aktivním katalyzátorem není samotný oxid, ale platinová čerň vznikající z něj působením vodíku.

## Příprava
Adamsův katalyzátor se připravuje z kyseliny chloroplatičité, H2PtCl6, nebo chloroplatičitanu amonného, (NH4)2PtCl6, reakcí s dusičnanem sodným. Jeho přípravu jako první popsali V. Voorhees a Roger Adams.
 Nejprve se získá dusičnan platičitý, který je následně zahříván za uvolnění oxidů dusíku.
H2PtCl6 + 6 NaNO3 → Pt(NO3)4 + 6 NaCl (aq) + 2 HNO3
Pt(NO3)4 → PtO2 + 4 NO2 + O2
Vzniklý hnědý produkt se promývá vodou, čímž se odstraní dusičnany. Katalyzátor se dá použít v této podobě nebo po vysušení uschovávat v exsikátoru. Platinu je možné z použitého katalyzátoru odstranit přeměnou na chloroplatičitan amonný působením lučavky královské a následným přidáním amoniaku.

## Použití
Adamsův katalyzátor má řadu využití. Dá se zapojit do hydrogenací, hydrogenolýz, dehydrogenací a oxidací. V průběhu reakce se vytvoří kovová platina, která je aktivním katalyzátorem. Hydrogenace má syn-stereochemii a při použití alkynového reaktantu vznikne cis-alken.
K významným přeměnám katalyzovaným touto látkou patří hydrogenace ketonů na alkoholy nebo ethery (ether se utvoří, pokud je přítomen i alkohol a kyselina) a redukce nitrosloučenin na aminy.
Redukce alkenů katalyzované oxidem platičitým lze provést v prostředí obsahujícím nitrosloučeniny. aniž by došlo k redukci nitroskupin.
Při redukcích nitrosloučenin na aminy se platinové katalyzátory používají častěji než palladiové, protože se tak omezují hydrogenolýzy. Adamsův katalyzátor může také katalyzovat hydrogenolýzy fenylfosfátových esterů, které s palladiovými katalyzátory neprobíhají. Na průběh reakce má značný vliv pH rozpouštědla a reakce se často usnadňují tím, že se jako rozpouštědlo použije kyselina octová nebo její směs s jinými látkami.

## Vývoj
Před objevem Adamsova katalyzátoru byly organické redukce katalyzovány koloidní platinou nebo platinovou černí. Koloidní katalyzátory byly aktivnější, ale produkty se izolovaly obtížně, což vedlo k většímu využívání platinové černě.

## Bezpečnost
Při práci s oxidem platičitým nejsou nutná výraznější bezpečnostní opatření, ovšem při vystavení H2 se vznikající platinová čerň může stát samozápalnou. Je tak třeba nenechat tuto látku vyschnout a omezit její styk s kyslíkem.